# Spatula
Spatula är ett släkte i familjen änder inom ordningen andfåglar med vid utbredning på alla kontinenter utom Antarktis. Tidigare inkluderades det i Anas men DNA-studier visar att arterna i släktet troligen står närmare sydamerikanska arter i släkten som Amazonetta och Tachyeres. De världsledande taxonomiska auktoriteterna lyfter därför idag ut dem till ett eget släkte, liksom svenska Birdlife Sverige. Släktet omfattar tio arter:
- Årta (S. querquedula)
- Sumpand (S. hottentota)
- Punaand (S. puna)
- Silverand (S. versicolor)
- Sydamerikansk skedand (S. platalea)
- Blåvingad årta (S. discors)
- Kanelårta (S. cyanoptera)
- Kapskedand (S. smithii)
- Skedand (S. clypeata)
- Australisk skedand (S. rhynchotis)